# Empyray
Empyray (вірм. Էմփիռեյ) — вірменський хард-роковий гурт. Колектив виник 1993 року з ініціативи Сарґіса Манукяна та Карена Арзуманяна, проте визнання музиканти здобули лише 2005 року. Відтак наступного року гурт записав свій дебютний альбом із 13 піснями, провів свій перший сольний концерт та виграв Armenian National Music Awards у номінації «Найкращий рок-гурт».
Назва «Empyray» є англійською транслітерацією слова емпірей — слов'янської версії грецького empuros (латинське empyreus), найвищої частини неба, наповненої вогнем. 

## Учасники
- Сарґіс Манукян (Սարգիս Մանուկյան) — спів, менеджер.
- Карен Арзуманян (Կարեն Արզումանյան) — гітара, музика, чоловік Ґісане Палян
- Ґісане Палян (Գիսանե Պալյան) — клавішні, слова, дружина Карена Арзуманяна
- Давід Хуршудян (Դավիթ Խուրշուդյան) — бас-гітара
- Корюн Бобікян (Կորյուն Բոբիկյան) — ударні

## Дискографія
Студійні альбоми
- 2007 — Սև ու սպիտակ (Сев у спітак / Чорне та біле)
- 2009 — Հուր է (Хур е / Вогонь)
- 2011 — Մեկընդմիշտ (Мекендмішт / Назавжди)

DVD
- 2008 — Evolution (Еволюція) — Live DVD

Відеографія
- 2006 — Դու չկաս (Немає тебе)
- 2007 — Այնտեղ (Там)
- 2007 — Սև ու սպիտակ (Чорне та біле)
- 2009 — Հուր է (Вогонь)
- 2010 — Մոտ է ավարտը (Кінець близько)
- 2011 - Մեկընդմիշտ (Назавжди)